# Kristendomens historia (TV-serie)
Kristendomens historia (engelsk originaltitel: A History of Christianity) är en brittisk dokumentär TV-serie i sex avsnitt.
Serien sändes första gången i BBC Four 2009. Den sändes senare bland annat i SVT1 2013. Serien presenterades av Diarmaid MacCulloch.